# Hans-Peter Lühr
Hans-Peter Lühr (* 1951 in Dresden) ist ein in Dresden lebender deutscher Publizist, Essayist, Lektor und Historiker. Von 1990 bis 2016 war er verantwortlicher Redakteur der Dresdner Hefte, ab 1992 im Auftrag des von ihm mitgegründeten Dresdner Geschichtsvereins, der die Herausgeberschaft übernahm, und für den er 1991 als Geschäftsführer berufen wurde. Er verantwortete die dauerhafte Umgestaltung und Etablierung der „Vierteljahreshefte“ und veröffentlichte in seiner Funktion fast 100 bibliographisch erfasste kultur- und kunsthistorische Beiträge.

## Leben
Nach seiner Schulzeit und einer Berufsausbildung mit Abitur studierte er von 1970 bis 1974 Maschinenbau an der Technischen Universität Dresden und arbeitete anschließend als Konstrukteur im VEB Pentacon Dresden. 1978 wechselte er Ort und Beruf und ging als „Quereinsteiger“ zum Mitteldeutschen Verlag (mdv) in Halle (Saale), wo er als Autodidakt sich zahlreiche Fertigkeiten in einer ganzheitlichen und mentalitätsbezogenen Betrachtungsweise aneignete. 1981 wurde er zum Fernstudium am Literaturinstitut Leipzig delegiert und arbeitete fortan als Verlagslektor beim Mitteldeutschen Verlag. 24-jährig machte er die Bekanntschaft von Otto Griebel, mit dessen Sohn Matthias ihn seitdem eine enge Freundschaft verbindet, und die zu seiner ersten großen Arbeit über das Lebenswerk des Malers führte.
In diese Zeit fallen zahlreiche Begegnungen mit Schriftstellern, wie Volker Braun und Heinz Czechowski – prägend wurde für ihn Gerhard Wolf –, und bildenden Künstlern, wie Ralf Kerbach, Helge Leiberg oder Angela Hampel, die es ihm erleichterten, sich ein umfassendes kultur- und kunsthistorisches Wissen anzueignen.
Nach der so bezeichneten Wende kehrte er 1990 in seine Heimatstadt zurück und gehörte zu den Mitgründern zahlreicher damals entstandener und erstmals bürgerschaftlich verfasster Vereine. Noch im gleichen Jahr übernahm Lühr die Redaktion der „Dresdner Hefte“ in der in Abwicklung sich befindenden „Kulturakademie Dresden“, einer bis 1990 dem Rat des Bezirkes Dresden unterstellten Einrichtung (ab Nummer 25).
Eine wichtige Zäsur war die Gründung des „Dresdner Geschichtsvereins“ 1991, der sich einerseits in historischer Tradition, die weit in die Weimarer Republik zurückreichte, verstand, andererseits aber auch den Anspruch erhob, zahlreiche unbearbeitete Geschichtsthemen aufarbeiten zu wollen. In dieser Phase stand auch die zu DDR-Zeiten gegründete Heftreihe der „Dresdner Hefte“ auf dem Prüfstand: Der neu gegründete Verein übernahm 1992 die Herausgeberschaft, setzte ihn endgültig als verantwortlichen Redakteur ein und machte ihn in Personalunion gleichzeitig zum Geschäftsführer des „Dresdner Geschichtsvereins“.
Hans-Peter Lühr gelang es, die bis 1989 eher sporadisch erscheinende Publikation trotz vielfältiger Turbulenzen weiterzuführen: Einerseits waren es Ideen des schon zu DDR-Zeiten existierenden Redaktionsbeirates, die er inhaltlich zu Themenheften der Publikationsreihe ausbaute, andererseits dafür ab 1992 auch die Finanzierung abzusichern, die zunächst alljährlich neu auf den Prüfstand gestellt wurde. Bis zu seinem Ausscheiden 2016, das letzte von ihm verantwortete Heft trägt die Nummer 126, erschienen demzufolge unter seiner Federführung nahezu 120 Ausgaben (einschließlich Sonderhefte) dieses zunächst (und durchaus abwertend) so benannten „Vierteljahresheftes“, das seit 1990 mit vier Ausgaben pro Jahr mit jeweils ca. 100 Seiten Text- und Bildmaterial heute aus Kultur und Kunst des Oberen Elbtales insgesamt nicht mehr wegzudenken ist.
Neben seiner Tätigkeit als verantwortlicher Redakteur bereicherte er die Hefte mit eigenen Aufsätzen, Essays und Hintergrundinformationen; dies auch zurückgehend auf zahlreiche persönliche Bekanntschaften und Freundschaften, die er über die „Dresdner Hefte“ ab 1991 zahlreich neu schließen konnte. Zu letzteren gehören u. a. der Schriftsteller Friedrich Dieckmann, der Kunstwissenschaftler Erhard Frommhold, der Fotograf Christian Borchert oder die Maler Max Uhlig, Reinhard Springer, Johannes Heisig und Christine Schlegel. Prägend, so er selbst, sei für ihn die Freundschaft mit dem Kulturhistoriker Hermann Glaser seit 1990 geworden.
Weitere Publikationen von ihm erschienen vor allem in den Dresdner Neueste Nachrichten (DNN), aber auch in Fachzeitschriften oder auch anlassbezogen in Werbe- oder in Festschriften: Die Deutsche Nationalbibliothek verzeichnet 98 Einträge seines publizistischen Wirkens.
2016 legte der inzwischen 65-Jährige zwar sein Amt als verantwortlicher Redakteur nieder, ist aber nach wie vor publizistisch sowie im Redaktionsbeirat der „Dresdner Hefte“ tätig.

## Ehrenamtliches Engagement
Neben seiner Mit- bzw. Wiedergründung des „Dresdner Geschichtsvereins“ gehört er zu den Mitgründern des „Elbhangfestvereins“ (Träger des gleichnamigen Kultur-, Kunst- und Volksfestes seit 1991), der „Gesellschaft Historischer Neumarkt“ (seit 1999) und Mitbegründer des Freundeskreises der Städtischen Galerie Dresden (2000/2001). Von 2010 bis 2017 war er Vizepräsident des Sächsischen Kultursenates, seit 2021 ist er Mitglied des PEN-Zentrums Deutschland.

## Werke (Auswahl)
- Ich war ein Mann der Straße. Lebenserinnerungen eines Dresdner Malers. Aus dem Nachlaß herausgegeben von Matthias Griebel und Hans-Peter Lühr. Mitteldeutscher Verlag, Halle/Leipzig 1986.
- Zahlreiche Aufsätze und Essays in den „Dresdner Heften“, u. a.

- Auf der Suche nach Ganzheitlichkeit – Dresden und die Utopien der Lebensreform. In: Dresdner Hefte. Nummer 92, S. 32–48.
- »Der Firnis des Tröstlichen« – Victor Klemperers Tagebücher der Nachkriegszeit. In: Dresdner Hefte. Nummer 110, S. 89–96.
- Friedrich Bienert und der Geist von Weimar – Eine biographische Studie. In: Dresdner Hefte. Nummer 116, S. 55–64.
- Otto Rühle und Erhard Frommhold – Linke Publizisten in Opposition zum Stalinismus. In: Dresdner Hefte. Nummer 130, S. 74–81. Zu Otto Rühle übrigens erster Beitrag Lührs in den Dresdner Heften als „Vorbemerkung der Redaktion“ zu Simone Lässig: Politische Radikalität und junge Kunst – Zum Wirken Otto Rühles in Dresden. In: Dresdner Hefte. Nummer 25, S. 53–54.

- Die Lust, in Loschwitz zu leben. In: MERIAN: Dresden. November 2005, S. 102–109, ISBN 3-8342-0618-0.
- Rufer in welchen Räumen? Willi Sitte und die Literatur. In: Sinn und Form, Bd. 75, Heft 6, 2023, S. 827–834, ISBN 978-3-943297-74-4.